# 大仁
大仁（だいにん）は、604年から648年まで日本にあった冠位である。冠位十二階の第3で、小徳の下、小仁の上にあたる。

## 概要
推古天皇11年12月5日（604年1月11日）に制定された。大化3年（647年）制定の七色十三階冠制により、翌大化4年（648年）4月1日に廃止になった。13階のどこに引き継がれたかについては2説が対立する。大仁と小仁を13階中第8階の小錦にまとめたとする説。13階中第9階の大青一つに対応するという説である。

## 大仁の人物
史料に見える大仁は12人いる。
- 鞍作鳥 - 推古天皇14年（606年）5月5日任。（日本書紀[6]）
- 小野妹子? - 推古天皇16年（608年）。（先代旧事記）
- 矢田部御嬬 - 推古天皇22年（614年）。（先代旧事記）
- 秦川勝 - （上宮聖徳太子伝補欠記）
- 膳清国 - （聖徳太子伝暦）
- 犬上三田耜 - 舒明天皇2年（630年）8月5日。遣唐使。（日本書紀）
- 薬師恵日 - 舒明天皇2年（630年）8月5日。遣唐使。（日本書紀）
- 上毛野形名 - 舒明天皇9年（637年）。蝦夷征討の将軍。（日本書紀）
- 船王後 - 舒明天皇13年（641年）12月3日死。（船首王後墓誌）
- 阿曇比羅夫 - 皇極天皇元年（642年）1月29日。遣百済使。（日本書紀）
- 土師娑婆 - 皇極天皇2年（643年）11月1日死。（日本書紀）
- 神主久遅良 （豊受太神宮祢宜補任次第）